# Ardi Warsidi
Ardi Warsidi (22 agosto 1979) è un ex calciatore indonesiano, di ruolo difensore.

## Carriera

### Club
Ha sempre giocato nel campionato indonesiano.

### Nazionale
Con la maglia della nazionale ha partecipato alla Coppa d'Asia 2004.